# Noah’s Ark Animal Rehabilitation Center
Noah’s Ark Animal Rehabilitation Center ist eine 617,5 ha große Tierauffangstation in Locust Grove, Georgia. Sie hat einen Schwerpunkt auf der Versorgung erkrankter oder verletzter Tiere. Die Tiere stammen von illegalen Haltern, von Zoos, Zirkussen und aus der Wildnis. Wildtiere werden, falls möglich, nach der Rehabilitation ausgewildert. Auch aufgefundene und abgegebene Haus- und Nutztiere befinden sich im Center. Haustiere können von Privatleuten übernommen werden.

## Betrieb
Das Center wurde 1978 von Jama and Charles Hedgecoth gegründet. Es wurden unter anderem Vögel, Haustiere, Bären, Raubkatzen, Wölfe, Primaten und Reptilien aufgenommen. 2017 wurde der Tierbestand mit über 1500 Tieren angegeben. Die Kosten für das Center (Tierfutter, Unterbringung usw.) lagen 2017 bei ungefähr 33.000 US-Dollar pro Monat.
Auf dem Gelände dürfen Besucher kostenlose Self-guided tours machen. Daneben gibt es die geführte WOW tour für 75 Dollar. Um Keeper for the Day (Tierpfleger für einen Tag) zu sein, muss der Besucher 500 Dollar zahlen.

## Noah’s Ark Children’s Sanctuary
Das Noah’s Ark Children’s Sanctuary nimmt Waisenkinder auf. Darüber hinaus betreibt es ein Bildungsprogramm, das sich darauf konzentriert, Kinder aller Altersstufen Wissen über exotische Tierarten, Nutztiere und Haustiere zu vermitteln.

## Leo, Baloo und Shere Khan
Ein Löwe, ein Bär und ein Tiger wurden 2001 als Jungtiere bei einer Razzia bei einem Drogendealer in Atlanta gefunden und erwiesen sich danach als unzertrennlich; bei einem Versuch der Trennung verweigerten sie das Futter. Sie lebten seitdem in einem Gehege zusammen. Im August 2016 verstarb der Löwe.